# Недава Олег Анатолійович
Олег Анатолійович Недава (нар. 26 жовтня 1969 р.; Макіївка) — народний депутат України 8-го скликання.

## Життєпис
Народився 26 жовтня 1969 року в Макіївці.

### Освіта
1986—1991 Донецький інститут радянської торгівлі, фах: товарознавство та організація торгівлі; 2004—2006 Донецький національний університет, фах: право; 2011—2013 Івано-Франківський національний технічний університет нафти та газу, фах: економіка підприємства; 2011—2013 — Державна екологічна академія післядипломної освіти та управління, фах: екологія та охорона довкілля.

### Кар'єра
На парламентських виборах 2014 року був обраний народним депутатом України на одномандатному окрузі № 53. Засоби масової інформації пов'язують Олега Недаву з Юрієм Іванющенком.
Заступник голови Комітету Верховної Ради з питань екологічної політики, природокористування та ліквідації наслідків Чорнобильської катастрофи.

### Родина
Олег Недава одружений і має двох дочок — Анастасію, 1990 р.н. та Дарину, 2001 р.н. Дружина — Ірина Недава.[джерело?]